# پی‌ان‌اس هشمت (اس۱۳۵)
پی‌ان‌اس هشمت (اس۱۳۵) (به انگلیسی: PNS Hashmat (S135)) یک زیردریایی است. این زیردریایی در سال ۱۹۷۹ ساخته شد.